# اوا نوبل‌زاده
اوا ماریا نوبل‌زاده (انگلیسی: Eva Maria Noblezada، متولد ۱۸ مارس ۱۹۹۶) بازیگر و خواننده آمریکایی است.
نوبل‌زاده اولین بازی خود را در برادوی در نقش کیم در احیای دوشیزه سایگون انجام داد، نمایشی که برای آن ایوا ۲۱ ساله نامزد دریافت جایزه تونی در سال ۲۰۱۷ برای بهترین بازیگر نقش اول زن در یک موزیکال شد و به یکی از جوان‌ترین نامزدها تبدیل شد. او همچنین نقش اصلی ائورودیکه را در هادس‌تاون در برادوی بر عهده گرفت، نمایشی که برای آن نوبل‌زادهٔ ۲۳ ساله دومین نامزدی خود را برای جایزه تونی ۲۰۱۹ برای بهترین بازیگر نقش اول زن در یک موزیکال و همچنین برندهٔ جایزه گرمی جایزهٔ گرمی بهترین آلبوم موزیکال تئاتری را دریافت کرد. نوبل‌زاده همچنین در فیلم رز زرد محصول ۲۰۲۰ نقش رز را بازی کرد و در کنار لی سالونگا که نقش کیم را در دوشیزه سایگون بازی کرد، ظاهر شد.

## اوایل زندگی و تحصیلات
اوا ماریا نوبل‌زاده در ۱۸ مارس ۱۹۹۶ در سن دیگو، کالیفرنیا از پدری فیلیپینی به نام جان و مادری مکزیکی-آمریکایی به نام آنجی نوبل‌زاده متولد شد. پدربزرگ و مادربزرگ فیلیپینی او اهل ماگویندانائو و ایلویلو هستند. او و خانواده‌اش به شارلوت، کارولینای شمالی نقل مکان کردند، جایی که او تا ۱۷ سالگی در مدرسه هنرهای شمال غربی تحصیل کرد. عمه او آنت کالود است که نقش سلینا را در سسمی استریت و نقش کیم را در دوشیزه سایگون در برادوی بازی کرد.

## زندگی حرفه‌ای
در ۱ ژوئیه ۲۰۱۳، نوبل‌زاده یکی از پنج نامزد نهایی جوایز ملی تئاتر موزیکال دبیرستان ۲۰۱۳ شد اجرای او از آهنگ «با تو» از گوست در طی مراسم اهدای جوایز در تئاتر مینزکوف در شهر نیویورک مورد توجه قرار گرفت. تارا روبین، مدیر بازیگران، قبل از تهیه‌کننده کامرون مکینتاش برای احیای فیلم خانم سایگون در تئاتر وست اند، یک تست بازیگری برای نوبل‌زاده که در آن زمان ۱۷ ساله بود ترتیب داد. نوبل‌زاده برای نقش اصلی کیم انتخاب شد.
در بهار ۲۰۱۴، نوبل‌زاده مدرسه هنرهای شمال غربی در شارلوت را ترک کرد تا در فیلم خانم سایگون در لندن بازی کند. نوبل‌زاده برای بازی در نقش کیم برنده جایزه واتزآن‌استیج ۲۰۱۵ برای بهترین بازیگر نقش اول زن در یک موزیکال شد. او در مراسم جوایز لارنس اولیویه در سال ۲۰۱۵ آهنگ «من زندگیم را برای تو می‌دادم» اجرا کرد.
پس از اجرای محدود دوشیزه سایگون در لندن، نوبل‌زاده نقش اپونین را در تولید وست اند بینوایان در آوریل ۲۰۱۶ بر عهده گرفت.
در ۲ مه ۲۰۱۶، نوبل‌زاده اولین حضور خود را در تالار کارنگی انجام داد و با بزرگداشت آلن بوبلیل و کلود میشل شونبرگ، «فیلم در ذهن من» را با لیا سالونگا و نیویورک پاپس اجرا کرد.
نوبل‌زاده در اولین احیای دوشیزه سایگون در برادوی که در ۲۳ مارس ۲۰۱۷ در تئاتر برادوی افتتاح شد، برای مدت محدود تا ۱۴ ژانویه ۲۰۱۸، بازی خود را در نقش کیم تکرار کرد. نوبل‌زاده برای بازی خود نامزد جایزه تونی ۲۰۱۷ برای بهترین بازیگر نقش اول زن در یک موزیکال شد.
در نوامبر ۲۰۱۸، نوبل‌زاده در نقش اول اوریدیک در نمایش موزیکال هادستون توسط تئاتر ملی سلطنتی ظاهر شد. هنگامی که تولید در آوریل ۲۰۱۹ به تئاتر والتر کر برادوی منتقل شد، او در نقش اوریدیک ادامه داد. او دومین نامزدی جایزه تونی خود را برای نقشش دریافت کرد و برنده جایزه انتخاب تماشاگران برادوی‌دات‌کام برای بازیگر نقش اول زن مورد علاقه در یک موزیکال شد.
نوبل‌زاده اولین فیلم خود را در فیلم رز زرد (۲۰۱۹) در نقش شخصیت اصلی رز انجام داد. او در کنار لیا سالونگا که نقش کیم را در فیلم خانم سایگون آغاز کرد، بازی کرد. این فیلم توسط سونی پیکچرز در ۹ اکتبر ۲۰۲۰ منتشر شد.
نوبل‌زاده توسط آژانس استعدادهای درخشان متحد نمایندگی می‌شود.

## زندگی شخصی
در ۴ نوامبر ۲۰۱۷، نوبل‌زاده با دوست پسر دیرینه خود، بازیگر لئو رابرتز ازدواج کرد. نوبل‌زاده در سال ۲۰۱۹ از رابرتز جدا شد و بعداً طلاق گرفت. از سال ۲۰۱۹، او با ریو کارنی، همبازی خود در هادس‌تاون در رابطه بوده‌است.

## فیلم‌شناسی

### فیلم
| سال  | عنوان                             | نقش       | یادداشت                 |
| ---- | --------------------------------- | --------- | ----------------------- |
| ۲۰۱۶ | خانم سایگون: بیست و پنجمین سالگرد | کیم       | ضبط زنده کنسرت اجرا شده |
| ۲۰۱۹ | رز زرد                            | رز گارسیا | اولین فیلم بلند         |
| ۲۰۲۲ | یکشنبه عید پاک                    | روت       | پس تولید                |
| ۲۰۲۲ | شانس                              | سام (صدا) | در تولید                |

### تلویزیون
| سال  | عنوان                           | نقش        | یادداشت                          |
| ---- | ------------------------------- | ---------- | -------------------------------- |
| ۲۰۲۱ | نظم و قانون: واحد قربانیان ویژه | زوئی کاررا | قسمت: «مرا روشن کن و خصوصی بگیر» |

### تئاتر
| سال        | عنوان       | نقش     | تئاتر                 | کارگردان   | منبع   |
| ---------- | ----------- | ------- | --------------------- | ---------- | ------ |
| ۲۰۱۴–۱۶    | خانم سایگون | کیم     | تئاتر پرنس ادوارد     | لارنس کانر | [ ۱۷ ] |
| ۲۰۱۶       | بدبخت‌ها     | اپونین  | تئاتر ملکه            |            |        |
| ۲۰۱۷–۱۸    | خانم سایگون | کیم     | تئاتر برادوی          | لارنس کانر |        |
| ۲۰۱۸–۱۹    | هادس‌تاون    | اوریدیک | تئاتر ملی سلطنتی      |            |        |
| ۲۰۱۹–اکنون | هادس‌تاون    | اوریدیک | تئاتر والتر کر برادوی |            |        |

## جوایز
| سال  | جایزه                                  | رده                                        | کار         | نتیجه    | منبع          |
| ---- | -------------------------------------- | ------------------------------------------ | ----------- | -------- | ------------- |
| ۲۰۱۳ | جایزه جیمی                             | بهترین اجرای یک بازیگر زن                  | رد پا       | ۳ برتر   |               |
| ۲۰۱۵ | جوایز واتزآن‌استیج                      | بهترین بازیگر نقش اول زن در یک موزیکال     | خانم سایگون | برنده    |               |
| ۲۰۱۷ | جوایز تونی                             | بهترین بازیگر نقش اول زن در یک موزیکال     | خانم سایگون | نامزدشده | [ ۱۸ ]        |
| ۲۰۱۷ | جایزه لیگ درام                         | عملکرد ممتاز                               | خانم سایگون | نامزدشده |               |
| ۲۰۱۷ | جایزه انتخاب مخاطب برادوی‌دات‌کام        | اجرای برگزیدهٔ موفقیت‌آمیز                   | خانم سایگون | نامزدشده |               |
| ۲۰۱۷ | جایزه جهانی تئاتر                      | جایزه جهانی تئاتر                          | خانم سایگون | افتخاری  |               |
| ۲۰۱۹ | جشنواره فیلم آسیا و اقیانوسیه لس آنجلس | بهترین عملکرد موفقیت‌آمیز                   | رز زرد      | برنده    | [ ۱۹ ]        |
| ۲۰۱۹ | جوایز تونی                             | بهترین بازیگر نقش اول زن در یک موزیکال     | هادس‌تاون    | نامزدشده | [ ۲۰ ]        |
| ۲۰۱۹ | جایزه انتخاب مخاطب برادوی‌دات‌کام        | بازیگر نقش اول زن مورد علاقه در یک موزیکال | هادس‌تاون    | برنده    | [ ۲۱ ] [ ۱۳ ] |
| ۲۰۱۹ | جایزه انتخاب مخاطب برادوی‌دات‌کام        | جفت موردعلاقه روی صحنه (با ریو کارنی)      | هادس‌تاون    | نامزدشده | [ ۲۱ ] [ ۱۳ ] |
| ۲۰۲۰ | جوایز گرمی                             | بهترین آلبوم تئاتر موزیکال                 | هادس‌تاون    | برنده    |               |